# 8è districte de Lió
El 8è districte (arrondissement) de Lió és un del 9 districtes de Lió.
El vuitè districte de Lió és considerat la zona residencial obrera de la ciutat, influïda per la rica història del barri aportada pels germans Lumière a Monplaisir o per Tony Garnier al subdistrictr popular de Les États-Unis.
El vuitè districte es va crear el 9 de febrer de 1959 com a separació del 7è districte de Lió creat anteriorment el 1912. Es considera un dels barris més populars i obrers de Lió.
L'inici del districte va ser l'últim pas de l'extensió urbana de la ciutat cap a l'est a través del riu Roine, iniciada durant els segles XVIII i XIX. El barri s'ha guanyat la seva identitat molt abans de convertir-se en un districte, amb la implantació de moltes fàbriques industrials.
El vuit districte, conegut com una zona residencial obrera i estudiantil, tenia 85.000 residents el 2015 en les 667 hectàrees del barri.
El 8è districte és el començament de l'autopista A43 (a Grenoble i Chambèri).

## Geografia

### Barris
- Le Bachut
- Monplaisir Ville
- Monplaisir La Plaine, usually known as La Plaine
- Mermoz Nord
- Mermoz Sud
- Les États-Unis
- Le Transvaal
- Laënnec
- Le Grand Trou

### Carrers
- Avenue Berthelot
- Boulevard des États-Unis
- Avenue Jean Mermoz
- Place Ambroise-Courtois
- Place du 7 novembre
- Place Général André
- Avenue Paul Santy

### Monuments
- Musée urbain Tony-Garnier
- Maison de la danse
- Médiathèque du Bachut